# Bosjön (Stora Skedvi socken, Dalarna, 671761-151122)
Bosjön är en sjö i Säters kommun i Dalarna och ingår i Dalälvens huvudavrinningsområde. Sjön har en area på 0,13 kvadratkilometer och ligger 206,1 meter över havet. Sjön avvattnas av vattendraget Långshytteån (Glasån).

## Delavrinningsområde
Bosjön ingår i det delavrinningsområde (671792-151107) som SMHI kallar för Utloppet av Bosjön. Medelhöjden är 219 meter över havet och ytan är 0,92 kvadratkilometer. Räknas de 2 avrinningsområdena uppströms in blir den ackumulerade arean 17,65 kvadratkilometer. Långshytteån (Glasån) som avvattnar avrinningsområdet har biflödesordning 2, vilket innebär att vattnet flödar genom totalt 2 vattendrag innan det når havet efter 207 kilometer. Avrinningsområdet består mestadels av skog (81 procent). Avrinningsområdet har 0,13 kvadratkilometer vattenytor vilket ger det en sjöprocent på 13,9 procent.